# Catastrophe
Catastrophe é uma sitcom britânica exibida pelo Channel 4 desde 19 de janeiro de 2015.

## Elenco

### Elenco principal
- Sharon Horgan como Sharon Morris
- Rob Delaney como Rob Norris

### Elenco de invitados
- Ashley Jensen como Fran
- Mark Bonnar como Chris
- Carrie Fisher como Mia
- Jonathan Forbes como Fergal
- Daniel Lapaine como Dave
- Tobias Menzies como Dr Harries
- Sarah Niles como Melissa

## Episódios

### Primeira temporada
1. Episode 1
2. Episode 2
3. Episode 3
4. Episode 4
5. Episode 5
6. Episode 6

### Segunda temporada
1. Episode 1
2. Episode 2
3. Episode 3
4. Episode 4
5. Episode 5
6. Episode 6